# Apeadeiro de Cruzeiro
O Apeadeiro de Cruzeiro, originalmente denominado de Avellêdas, é uma interface encerrada da Linha do Corgo, situada no concelho de Vila Real, em Portugal.

## História

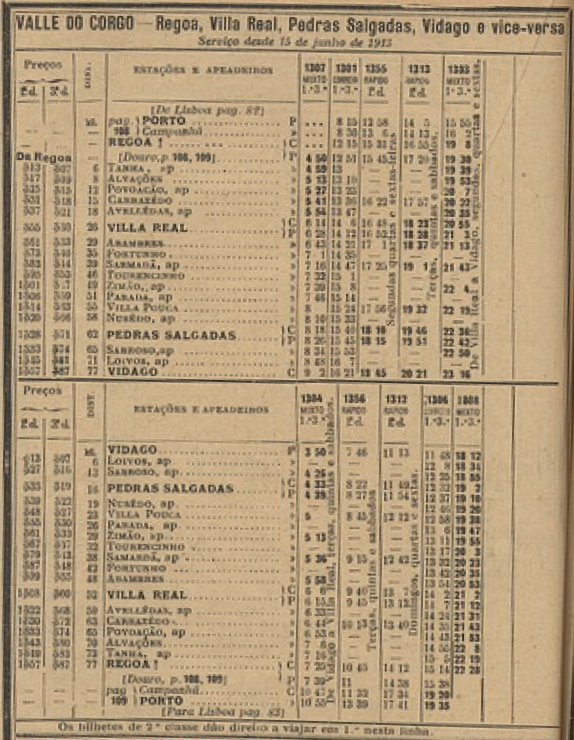
Horário de 1913 da Linha do Corgo, onde esta interface surge com o nome original, Avellêdas

Este apeadeiro encontra-se no troço entre as Estações de Régua e Vila Real da Linha do Corgo, que foi inaugurado em 12 de Maio de 1906. Este lanço foi fechado para obras em 25 de Março de 2009, tendo sido totalmente encerrado pela Rede Ferroviária Nacional em Julho de 2010.